# Стереотипізація у мас-медіа
Стереотипізація у мас-медіа —  процес формування засобами масової інформації (ЗМІ) хибних уявлень про соціальні явища, патерни поведінки людей і про навколишній світ загалом; приписування певним суб'єктам або явищам тих властивостей, якими вони не володіють насправді, з метою їх подальшого транслювання через канали комунікації. Консервативність та емоційно-оцінна спрямованість стереотипів можуть стати причиною посилення медійного впливу на масову свідомість. Одночасно, зважена медіаполітика і правильна організація комунікаційних процесів здатні оптимізувати оцінну діяльність масової аудиторії стосовно важливих соціальних об'єктів. Тема стереотипізації у вітчизняній і закордонній науці є дотичною до багатьох гуманітарних проблем, таких, як: маніпулювання свідомістю, конструювання реалій у мас-медіа, каталізація фобій, активізація мови ворожнечі.

## Сучасні мас-медіа і культура
ХІХ століття стало часом розвитку інформаційно-комунікативних технологій, адже в умовах глобалізації відбувається низка інноваційних медіапроцесів. Медійна революція призвела до появи таких феноменів, як медіареальність, медіапростір, мас-медіа. З'являється медіакультура як різновид сучасної культури. Таким чином, стає актуальною проблема взаємозв'язку культури та медіа в інформаційному суспільстві, а вищевказані явища потребують ширшого дослідження.
Взаємозв'язок медіа і культури має різноманітні аспекти, що вивчались у працях М. Маклюена, Ж. Бодрійяра, Н.Лумана, Ф. Фукуями, Д. Рашкоффа та інших. Однією з суттєвих характеристик сучасної трансформації культури в медіа є модифікації концептів релігії, нації, психології тощо. Наразі майже не існує такої сфери соціуму, куди б не проникали комунікаційні технології: вони змінюють соціальну, професійну, освітню та особисту сфери життя людини. Медіа, які безперервно розширюються, постають самостійною інституцією — «інфосферою» або «медіапростором», знаменуючи відмову від розуміння медіа як посередника комунікації. Тож значимість ЗМІ полягає у конструюванні нової реальності та інтерпретації численних подій. Засоби комунікації розкривають себе через ефекти трансльованої інформації, які можуть мати позитивні та негативні наслідки. Застосовуючи техніки побудови передачі даних, вироби мас-медіа час від часу продукують і відтворюють суспільні стереотипи. Стереотипи, трансльовані у ЗМІ, не тільки вчать молоде покоління тому, що являють собою різні групи людей, а й хибно відображають гендерні, національні, расові, вікові особливості, дискримінуючи індивідів.

## Визначення поняття «стереотип»
Стереотипи визначаються дослідниками, як когнітивні структури, що зберігають помилкові знання, вірування й очікування щодо певної соціальної групи або явища. Як і більшість соціально-психологічних явищ, стереотипи не є відокремленими феноменами. На структуру і зміст їх організації впливають когнітивні, афективні, мотиваційні та культурні чинники, які циркулюють у певному соціумі. Таким чином, під вплив стереотипів можуть підпадати культурні особливості, соціальні інституції, гендерні ролі тощо. Деякі стереотипи можуть бути досить близькими до життєвих обставин, проте інші вкоріненні твердження є абсолютно не співвідносними із реальністю. Тож одна з головних проблем, яку тягнуть за собою стереотипи, — перешкоджання індивіду бути оціненим справедливо, за його дійсні вміння і навички.
Вагомий внесок у дослідження стереотипів зробив Волтер Ліпмен — відомий американський журналіст, соціолог і політолог, який вважається сучасним «архітектором» неолібералізму. У 1922 році він вперше ввів термін «стереотип» до публікацій американської журналістики, опублікувавши книгу «Громадська Думка» («Public Opinion»). Однією з основних ідей теорії стереотипізації науковця було уявлення про те, що люди отримують стереотипи разом із сповіщеннями від ЗМІ, під впливом яких вони так чи інакше знаходяться. Ліпмен стверджував, що більшість фактів є сконструйованими у нашій свідомості, адже будь-яке повідомлення — це синтез світогляду спостерігача і пізнаваної інформації. Стереотипні думки мають декілька функцій: по-перше, вони спрощують процес побудови логічного ланцюжка висновків людини на рахунок певних подій; по-друге, стереотипи відіграють захисну роль, адже слугують задля підтримання несуперечливої картини світу, у якій зручно розташовуються наші традиції, смаки, надії, таланти та вміння. Система стереотипів не є нейтральною, вона наповнена почуттями й емоціями, з якими індивіди асоціюють світ.
Дослідження Ліпмена показали, що стереотипи мають такі властивості:
- схематичність — часткове відображення реальності;
- хибність — стереотипи завжди викривлюють представлений об'єкт або суб'єкт дії;
- стійкість і довготривалість: для руйнування стереотипу потрібен час;
- масовість — стереотипи рідко відтворюються однією людиною.[3]

## Продукування стереотипів у ЗМІ
Інститут ЗМІ є одним з найважливіших елементів соціальної організації будь-якого сучасного суспільства. Від ефективності його функціонування залежать практично всі основні сфери життєдіяльності: і соціальна сфера, і культура, і економіка, і політика. Люди звикли вважати, що ЗМІ слугують нам для відображення реалій навколишнього світу. Але в сучасності, медійні джерела вирізняються вибірковістю інтерпретацій того чи іншого явища, кожне видання зазвичай має власну риторику висвітлювання світових подій. Тому журналістський штат певної мультимедійної групи повинен дотримуватись тієї ідеологічної матриці, яка культивується адміністрацією медійного закладу. На додачу до цього, реклама переконує населення про наявність деяких прихованих потреб і бажань, про які люди не підозрювали раніше. З цієї точки зору, роль мас-медіа не зводиться до точного віддзеркалення подій, які відбуваються навколо нас. Медіа, скоріше, конструюють дійсність, яка потім стає реальністю для споживача.
У сучасному світі, формою, через яку стереотипи транслюються найбільше є засоби масової інформації — література, телебачення, фільми, газети, журнали, тощо. Репрезентовані стереотипи купуються, продаються та поділяються мільйонами людей. Таким чином, мас-медіа стають найбільшим колективним сховищем групових стереотипних уявлень. Багато науковців використовували кількісні методи дослідження задля опису тих стереотипів, що маніфестуються у різноманітних типах медіаресурс: телевізійних шоу, рекламах і навіть у шкільних підручниках. Хоча ці вивчення стосуються переважно якісних описових практик кодування проаналізованого контенту, такі схеми вимірювання також можливі для гіпотезно-тестувального контексту.
На різних етапах дослідницької активності, залежно від уявлень про функціональність та рольове призначення ЗМК (засоби масової комунікації), увиразнювалися основні аспекти медійного впливу – коґнітивний ,афективний, конативний. З точки зору теорії стереотипів також виділявся рецептивний аспект вивчення впливу масової комунікації, згідно з яким будь-яка інформація фільтрується через сукупність наявних у свідомості стереотипів. У зв'язку з явищем стереотипотворення у комунікаційній практиці, виникає низка соціальних проблем. Як вже було зазначено вище, стереотипи не є поодинокими явищами, тож масові викривлення реальної картини світу мають тенденцію спричиняти різноманітні напруження у національно-релігійних та культурних системах. Аудиторний підхід до ефективності мас-медіа орієнтує нас на розгляд функціонування стереотипів як складників того змістовного впливу, який чинять ЗМК на сферу свідомості і поведінки.
Формуючи суспільну, масову і суб'єктивну свідомість, ЗМІ виконують активне втручання у підсвідомі структури людини, використовуючи стереотипи, що існують в глибинах підсвідомого. Комбінуючи свідомі і підсвідомі взаємодії, мас-медіа створюють і активно поширюють соціальні стереотипи — культурну форму опису і пояснення дійсності.

### Основні напрямки вивчення стереотипів у ЗМІ
• Прагматичний — вивчає стереотип як спосіб збільшення ефекту масового й ідеологічного впливу. У цьому підході дослідники акцентують увагу на властивості стереотипу виступати стимулятором постійного емоційного поля. Ця особливість застосовується комунікаторами-практиками задля ефективного впливу на різнорідну аудиторію одним і тим самим повідомленням. Під цю категорію підпадають пропаганда, агітація, реклама.
• Соціально-критичний — досліджує стереотип як продукт засобів масової комунікації (ЗМК) у певній культурі. Представники соціально-критичного напряму, негативно оцінюють процес творення стереотипів. Таке розуміння було розпочате теоретиками Франкфуртської школи: М. Хоркхаймером і В. Одорно.

### Стереотип як ефект мас-медіа
Задля розуміння феномену стереотипів, важливим є поняття «ефект». Ефект — будь-який результат дії окремого комунікативного повідомлення, медіа-каналу, національної системи ЗМІ, що представляють собою сукупність каналів. Стереотип, як ефект, характеризується функціональністю, якщо він з'явився або активізувався у масовій свідомості внаслідок організованої медійної практики. І, відповідно, стереотип є дизфункціональним, якщо він виник всупереч цілям медіаполітики або сформувався стихійно через конформність дій комунікаторів. Підвищення рівня невротизації населення внаслідок впливу патогенних текстів, зростання соціальної, міжетнічної напруженості, про які вже було зазначено поопередньо, — це також ефекти масової комунікації, характер яких дає підстави розділити їх на позитивні та негативні, функціональні та дизфункціональні. Ефективність, на відміну від ефекту, є відносною характеристикою. Вона визначає збіг ефекту із поставленою метою. Отже, наявність ефекту не завжди є показником ефективності медіавпливу.

#### Позитивні і негативні ефекти стереотипів
Упорядкування стереотипів у масовій свідомості призводить до виникнення певної картини світу, яка є системним медіаефект. Прикладом позитивної ефективності застосування механізму стереотипізації у мас-медіа може стати поєднання смислообразів, що з певних причин роз'єднані у масовій свідомості, але мають мислитися у спільному контексті. Йдеться про роль стереотипів у досягненні таких ефектів, як розповсюдження інновацій, соціалізація, соціальний контроль, вплив на результати подій. Також стереотипи можуть виявляти себе як чинники збереження національної ідентичності, традицій, як умови соціалізації та адаптації у мінливому світі.
Дисфункціональні медіаефекти можуть виявлятися внаслідок незапланованої імітації й переймання стереотипізованих стилів життя, актів девіантної поведінки. В умовах загострення міжетнічної напруженості спроби руйнування негативних етно-релігійних стереотипів на рівні цілеспрямованої державної медіаполітики, як правило, призводять до ще більшого «затвердіння» стереотипних уявлень. Даний парадокс стає закономірним, оскільки соціальний і політичний контексти активізують передусім оцінний елемент стереотипноустановочного комплексу. Він стає настільки потужним, що «поглинає» коґнітивний елемент стереотипу, унеможливлює його проникність з боку альтернативних коґнітивних практик. Саме тому намагання спростувати чи скорегувати зміст стереотипу призводить до комунікативної невдачі, до виникнення так званого «ефекту бумерангу». Так ЗМК можуть виявляти себе як джерела ксенофобії, агресивності, фрустрації.
Формування і закріплення позитивних або негативних стереотипів до змісту джерела інформації неминуче приводить до зв'язку особи з самими зразками, цінностями і нормами, моделями соціальної дійсності.

### Механізми формування стереотипів у мас-медіа
Члени сучасних держав живуть в умовах невизначеності, адже інституціональна структура суспільства постійно зазнає змін. Проте інформаційні ресурси здатні допомогти особам пристосуватися до нових зразків взаємодії. Оскільки стереотипи сприяють стандартизації і універсалізації соціальних явищ, ЗМІ беруть участь у вироблені нових патернів поведінки, які відповідатимуть актуальному суспільному порядку.

#### Чинники формування стереотипів у ЗМК
Стереотипи формуються під впливом двох чинників:
1. Несвідомої колективної переробки й індивідуального соціокультурного середовища;
2. При цілеспрямованій ідеологічній дії за допомогою ЗМІ.

Завдяки стереотипам можна маніпулювати свідомістю людини, оскільки стереотип тісно пов'язаний із життєдіяльністю суспільства. Більшість дослідників вказують на зв'язок стереотипів із поведінкою, відтворюючи вчинки «героїв», створених пресою або телебаченням. Наприклад, таким стереотипом стає людина, орієнтована на «успішність», яка є цілеспрямованою, такою, що розраховує на свої власні сили.

#### Вплив ЗМІ-стереотипів заР. Гаррісом
Американський вчений і письменник Роберт Гарріс виділяє чотири основні класи наслідків впливу ЗМІ:
- Поведінкові;
- Фізіологічні;
- Настановчі (наслідки пов'язані з установчими дією ЗМІ);
- Когнітивні (ефекти стереотипізації, які змінюють наше знання і мислення).

У процесі продукування стереотипів найбільше відіграють роль останні дві категорії. Масові комунікації можуть прищеплювати деякому об'єкту комплекс установок. Такі установки здатні впливати на поведінку і на стиль обробки інформації. Дія стереотипів не обмежується формуванням нашої думки про той або інший об'єкт. Під їх впливом складається образ мислення, який визначатиме увесь наш світогляд. Стереотипи впливають на інтерпретацію світу. Взаємодія знань, отриманих із ЗМІ, та життєвий досвід можуть призвести до явища культивування.
Когнітивні наслідки стереотипізації пов'язані із можливостями мас-медіа сприяти створенню когнітивних дій. Найбільш яскравим прикладом є засвоєння нової інформації. ЗМІ відображують не чисті факти, а їх інтерпретацію. Тому, замість зображення дійсності, вони формують псевдореальність, у якій за допомогою стереотипів маркують і закріплюють необхідні кліше.
Основними елементами інформаційної реальності є:
- Визначення мас-медіа «порядку денного». Звертаючи увагу на одні факти і одночасно нівелюючи інші, ЗМК самостійно визначають ступінь важливості подій.
- Мас-медіа поширюють загальні стереотипи і моделі поведінки. Таким чином, джерела новин визначають і вказують, які установки та типи поведінки є справедливими та моральними, а які ні.
- ЗМК організовують псевдоподії, які плануються заздалегідь і організовуються штучно, наприклад, з метою створення репортажу.[7]

#### Інструменти стереотипізації інформації
Оскільки у процесі перегляду інформації, у людини наявна висока концентрація уваги на тому чи іншому матеріалі, бар'єри критичності є ослабленими. Нестача критичного мислення й аналізу дозволяє залишати сліди-стереотипи у свідомості людини. Саме на цьому рівні і відбувається стереотипізація інформації. Незважаючи на об'єктивні реалії, індивід отримує викривлену інтерпретацію і трактування явищ. Функції ЗМІ полягають не лише в інформуванні населення. Мас-медіа служать засобом масової комунікації, фактично створюючи контекст спілкування. Своєрідність цієї форми комунікації є в тому, що в її межах відсутній безпосередній зворотній зв'язок, який має місце в міжособистісному спілкуванні: джерело передачі даних позбавлене негайної можливості дізнатися про свою дію, про те, прийнята або знехтувана передана інформація. Також подача інформації через різні канали ЗМІ контролюється більше, ніж при міжособистісному спілкуванні. Зміни образу об'єкта, його рис та властивостей здійснюються лише з обраних його частин. Таким чином, об'єкт стає легким для сприйняття, що важливо для створення необхідного стереотипу. Спеціально сконструйований образ постійно відтворюється, свідомо підтримується і стає самостійним стереотипом, виходячи за межі індивідуального усвідомлення.

#### «Каналізація» стереотипів
Під час категоризації явищ і подій, ЗМК вводять у комунікативне поле суспільства соціальні стереотипи як феномени. Цей процес дістав назву «каналізація» інформації — операція переорієнтації певного стереотипного ставлення з одного об'єкта на інший. За теорією Карамурза, каналізація стереотипів — метод, за допомогою якого відбувається зміщення уваги від усвідомлення соціальних протиріч, при цьому відбувається їх заміщення помилковими цілями і фактами.

#### Рольмовиу процесі стереотипізації
Правильне використання мови, при конструюванні стереотипів, є важливим методом трансляції хибних тверджень. Мова відіграє принципове значення у соціальному пізнанні. Мова служить найважливішим засобом оформлення наших уявлень про явища навколишнього світу: набір використовуваних категорій, розшифрування їх змісту чинять великий вплив на формування буденних стереотипів. Колосальний дискурс, сприйманих сучасною людиною повідомлень, все більше вміщує «складені» тексти, які частково є стереотипні. Як вказувалось вище, стереотипи відображають не стільки реальність, скільки спосіб фільтрації, розчленовування, структуризації та інтерпретації суб'єктів та об'єктів комунікації.

#### Роль телебачення у процесі стереотипізації
Роль телебачення у процесі соціального пізнання полягає у тому, що на ТБ часто пропонується вже готовий образ соціального явища. Особливість телебачення полягає в тому, що сучасна телеіндустрія надає можливість за короткий час відключитися від реальності; прожити «інше» життя, з іншим набором соціальних можливостей і моделей поведінки. Телеглядач має заздалегідь визначену послідовність інформації і обмежений час для її сприйняття.

#### Міфотворчість стереотипів
Одним з методів, який сприяє формуванню стереотипів, є міфотворчість, яка відіграє значну роль у технології створення і підтримки міфів у соціумі. Вони мають сильну дію на свідомість й образ, у якому символи-стереотипи поєднуються з символами-архетипами, що відклалися в колективній несвідомості через міфотворчість.
В основі механізму міфологізації, як фундаменту створення і закріплення стереотипів, лежить підтасовування, приховування фактів і документів. Відсутність власної міфологеми і її трансляції в українських медіа-засобах, показує, що відбувається захоплення медіасередовища іншими країнами. Формування таких міфів-дискурсів можна спостерігається в регіональних ЗМІ пост-радянських країн, де у фрагментах їх текстів виявляють приналежність до дискурсивних практик СРСР. Радянська міфологія, хоч і не представляла абсолютно чинну й ідеально сформовану систему, включала численні традиційні стереотипи, органічно пов'язані між собою, що набували системного характеру. Сьогодні в українських ЗМК характерними засобами стереотипотворення є використання західних стандартів, способу життя і мислення. Спостерігається домінування реклами зарубіжних споживчих товарів або їх аналогів, що сприяє формуванню західних запитів масової аудиторії, в особливості дитячої і молодіжної.

#### «Лідери думок»
Важливу роль у розповсюджені стереотипів відіграють «лідери думок» («opinion leaders»). Емпіричні дослідження П. Лазарсфельда показали, що «лідери думок» мають бути розглянуті у процесі творення і транслювання стереотипів, адже вони володіють такими психологічними характеристиками, як постійна взаємодія зі ЗМІ, висока контактність, зацікавленість у розповсюдженні певних установок, схильність до інновацій. Соціальнокомунікативна активність «лідерів думок», розуміння ними як глибинних світоглядних, так і буденних потреб референтних груп, у яких вони домінують, утворюють плідне підґрунтя для засвоєння медійних стереотипів. Йдеться, безумовно, лише про ті стереотипні уявлення, які стають надбанням референтної групи унаслідок ретельної селекції повідомлень ЗМІ ключовими комунікаторами. Ефективність медійних стереотипів, інтегрованих у групову свідомість, може виявлятися у вигляді соціальної самоідентифікації представників групи, що впливає на особливості їх соціальних реакцій та поведінки. Отже, референтні групи, за умов постійного припливу та фільтрації інформації для здійснення певного соціального замовлення, утворюють середовище, де седиментуються та консервуються стереотипи і, як наслідок, відбувається процес уодноманітнення досвіду індивідів.
Фахівці сфери зв'язків з громадськістю зазначають, що, задля кращого сприйняття певних повідомлень у ЗМІ, спеціалістами використовується метод «каналізації» інформації. Тобто першочергове направлення меседжів до тих суб'єктів комунікації, які спроможні не тільки сприйняти, але й підсилити дані. Оскільки вплив медіа на масову свідомість є безперервним, шляхом стійкої категоризації соціуму у медіаповідомленнях і нарощування частоти поєднання певних смислообразів, спричиняється поява стереотипів.

### Національна свідомістьі стереотипи у мас-медіа
Як вже було зазначено, ЗМІ формують певні ціннісно-смислові моделі, що вдало засвоються суспільством. У такому дискурсі особливо важливим є вплив медіа на формування національної свідомості, оскільки технології масової комунікації виступають вагомим засобом створення історико-культурного інформаційного простору держави, який, по суті, є тим духовно-ідеологічним цементом, що скріплює народ у політичну націю. Відомий фахівець у галузі масових комунікацій В. Лизанчук зазначає: «…людські спільноти творяться мережами інформаційних комунікацій, через які передається необхідна державно-політична, суспільно-економічна, ідеологічна, історична, етнічна та інша інформація. Національна мережа засобів масової комунікації — це один із „трьох китів“, на якому базується державна самосвідомість, поряд з національною інтелігенцією та національною політичною елітою». Завдяки розкриттю змісту пропаганди в засобах масової інформації таких понять, як «демократія», «громадянське суспільство», «правова держава», «національна ідея», формується відповідна система духовних цінностей суспільства, які лежать в основі творення політичної нації й розбудови незалежної держави.
Загалом було доведено, що ЗМІ виконують низку функцій, важливими серед яких є: комунікативна; інформаційна (збирання, редагування, коментування та поширення інформації); ретрансляційна (відтворення певного способу життя з відповідним набором політичних, духовних, соціальних цінностей). Тож засоби масової інформації справляють вплив чи на всі сфери життєдіяльності суспільства. Але кожна нова інформація, що надходить по каналах ЗМІ, відповідним чином стереотипізована й несе в собі багаторазово повторювані ціннісні орієнтації й установки, що закріплюються у свідомості людей. У свою чергу, стереотипи у мас-медіа відіграють такі функції:
- об'єднуючу (сприяють консолідації суспільства, створюючи позитивні твердження про національні особливості держави). Світовий досвід переконує, що в процесі об'єднання націй в сильні держави важливу роль відігравали ЗМІ, завдяки діяльності яких створювався новий вид соціальної спільноти, яку, незважаючи на відстань, об'єднувала спільна зацікавленість інформацією. Маючи всі можливості для швидкої трансляції єдиних символів і цінностей в національному масштабі, через створення суспільного діалогу, ЗМІ сприяють формуванню і зміцненню національної свідомості суспільства.

- дезінтеграційну (роз'єднуючу, упроваджуючи в суспільну свідомість негативні стереотипи). Негативні стереотипи є особливо відчутним в кризові періоди історичного розвитку суспільства, коли люди, у стані соціальної невизначеності, більше підпадають під вплив, легко відкликаються на різні нові стимули, ідеї, а також частіше піддаються пропаганді й різним маніпулюванням. За логікою означеного підходу, стереотипи є саме такими антиподами істини, ворогами нового, які, впроваджуючись у комунікаційний акт, консервують його, спотворюють живе спілкування, унеможливлюють пізнання. Ю. Буданцев, М. Бахтін та В. М. Березін зазначали, що стереотипи є антиподами істини, ворогами нового, які, впроваджуючись у комунікаційний акт, консервують його, спотворюють живе спілкування, унеможливлюють пізнання.[9]

## Найбільш поширені види стереотипів у мас-медіа

### Гендерністереотипи
Найбільш помітною гендерної диспропорцією є те, що на екрані ми бачимо набагато менше жінок, ніж чоловіків. Контент-аналіз персонажів телепередач, що проводився в 1970-1990-ті роки, показує, що у мелодрамах телевізійного «прайм-тайму», задіяно приблизно в два рази більше чоловіків, ніж жінок. У музичних кліпах спостерігалась схожий гендерний розподіл. Протягом цього ж періоду часу, у всіх розділах газет, за винятком світської хроніки, фотографії чоловіків друкувались більше, ніж фотографій жінок. Такі феномени спостерігались й у недільних ранкових дитячих передачах.
- Зображення жінок і фемінності:

1. Об'єктивація жіночого тіла: важливим фактом гендерних стереотипів є те, що жінок часто зображують молодими красунями, обов'язок яких залишатися повсякчас юними і привабливими, щоб приносити задоволення чоловікам. В основі такого критичного ставлення лежить думка про те, що жінка не повинна дозволяти собі старіти. Найяскравіше це виявляється в рекламі — в області мас-медіа з найбільш стереотипними гендерними образами.
2. Інфантилізація жінок: транслювання жіночності у проявах незайманості, вразливості, наївності. У зв'язку з цим, жінки повсякчас стають жертвами насильства.
3. Наявність «скляної стелі» на шляху до кар'єрного успіху. «Скляна стеля» — явище, що характеризується важкістю досягання жінками вищих посадових ланок у своїй кар'єрі, які зазвичай займають чоловіки.
4. Образ «жінки-берегині»: зображення жінок, які повністю присвячують своє життя і побут чоловіку й сім'ї, виконуючи неоплачувану репродуктивну працю.

- Зображення чоловіків і маскулінності: У дослідженнях ЗМІ-стереотипів, пов'язаних із зображенням чоловічих рис, було виділено такі превалюючі зразки маскулінності:

1. Агресивність — чоловік має бути завжди готовий поставити під загрозу своє здоров'я у довгостроковій перспективі, демонструючи свою міць і силу.
2. Мовчазність, що сигналізує про відповідальність, рішучість і успіх серед жінок.
3. «Чоловік-джокер» — персонаж, що асоціюється із гумором, адже сміх є частиною «маски мужності.» Потенційним негативним наслідком цього стереотипу є те, що хлопчики і чоловіки не повинні бути чуттєвими, м'яким або емоційним.
4. Чоловік, як втілення успіху, що відображається у його майнових статках. Цей стереотип свідчить про те, що справжній чоловік повинен бути економічно потужним і соціально успішним. У телевізійній рекламі і комедіях також часто зображується батько, у якого немає часу на своїх дітей і сім'ю, у зв'язку з виконанням вищевказаної функції заробляння авторитету і матеріальних благ.[10]

### Расово-етнічні стереотипи
Расово-етнічні стереотипи — категорія стереотипів, що дискримінують представників національних, расових або етнічних меншин. Седрік Кларк — дослідник комунікаційних питань, виділяє такі чотири стадії зображення расово-етнічних меншин у засобах масових комунікацій:
1. Невизнання — повне виключення расово-етнічних меншини з телепередач і преси.
2. Висміювання (насмішка) — звеличування домінантною групою власного образу за рахунок приниження і стереотипізації меншин, зображуючи їх некомпетентними або неосвіченими.
3. Впорядкування (регулювання) — меншини постають як захисники існуючого порядку (наприклад, поліцейські, детективи, шпигуни).
4. Повага — відведення національним та расовим меншинам повного спектру ролей (як позитивних, так і негативних), притаманним більшості героїв.

Релігійні стереотипи також часто відносять до расово-етнічних стереотипів, адже релігія є частиною культури і традицій чи не кожного суспільства. Релігійні стереотипи у мас-медіа виникають як з політичних, так і з соціально-економічних умов: релігійні преференції спотворюються задля дискримінації конкретної групи або ж через відсутність знання з боку засобів масової інформації. Як і більшість ксенофобних тверджень, релігійні стереотипи можуть бути знайдені у різноманітних видах ЗМІ. Традиційно, стереотипізація за релігійною ознакою має негативне забарвлення.

### Вікові стереотипи
Образ старості, у більшості випадків, має негативний характер. Вважається, що особам літнього й, особливо, похилого віку властиві такі риси, як: негативізм, консерватизм, інертність, упертість, запальність, підвищена уразливість, егоїзм, дратівливість, дріб'язковість, скнарість. У той час, як більшість досліджень і практик у галузі охорони здоров'я частіше приділяють увагу молоді, яку асоціюють з силою і життєвими ресурсами, деякі зосереджені на літніх пацієнтах, які вважаються більш емоційною-зрілим і академічно орієнтованими. Негативне ставлення до представників періоду пізньої дорослості може проявлятися у вигляді пасивної або агресивної взаємодії оточуючих зі старими людьми. Діапазон цієї взаємодії може коливатися від байдужого або зневажливого ставлення до непрямого або прямого насильства.
Сучасні ЗМК підкреслюють молодість і красу, стрімкість дій і активний спосіб життя. Такий акцент вдвічі посилює негативний образ старості, тому що стереотипи старіння є антитезою атрибутів, завдяки яких телебачення, фільми і серіали процвітають. Засоби масової інформації, як правило, виключають або викривлюють літніх людей у відеороликах. Було виявлено, що літні жінки майже непомітні у прайм-тайм телевізійних шоу і фільмів.
Аналогічним чином, телевізійна реклама, яка має глибокий вплив на формування оцінних суджень, передає у маси негативні стереотипи, представляючи літніх людей як немічних, забудькуватих, впертих, безпорадних. Рекламодавці спрямовують свої маркетингові тактики на більш молодих жінок, які в першу чергу відповідальні за побутові покупки. А реклами брендового одягу майже не демонструють моделей старших за тридцятип'ятирічний вік. Такий вплив стереотипів щодо старіння в комерційній рекламі може призвести до знецінення літніх людей.

### Професійні стереотипи
У засобах масової комунікації нерідко можна зустріти стереотипізацію за професійною ознакою. Наявність позитивних медіа-прикладів в певних професійних галузях може призвести до збільшення попиту на популяризовані спеціальності, і навпаки — негативні стереотипи здатні погіршити репутацію деяких сфер зайнятості. Розглянемо найбільш поширені приклади соціальних груп, що піддаються професійній стереотипізації:
- Поліція.

Полісмени є однією з найбільш поширених груп серед тих, що потрапляють під стереотипне зображення. Така особливість пояснюється наступним: по-перше, представники правоохоронних органів демонструються в ЗМІ у набагато більшій кількості відносно тієї частки, яку вони складають у населенні; по-друге, більшість людей не часто контактують із поліцією у повсякденному житті, тож формування стереотипів спрощується нестачею знання про суб'єктів дії.
- Юриспруденція і судова галузь.

Сучасними популярними телешоу стали численні інсинуації судових засідань, де адвокати, зазвичай, виступають головними героями, які з акторською майстерністю захищають своїх клієнтів. Перетворюючи судову залу на поле битви, творці медіа-контенту фактично підвищують престиж правової галузі.
- Сільськогосподарська сфера зайнятості.

Досить часто, жителі селищ і маленьких міст стереотипно зображуються у ролі неосвіченої частини населення, позбавленої життєвого досвіду й здатності до інтелектуальної праці.
- Студенти.

У мас-медіа студентам звикли приписувати деструктивні практики, пов'язані з алкоголем і хаотичним стилем життя. Якісні дослідження показали, що молоді респонденти зазначали наявність негативного ставлення до них у процесі влаштування на роботу, оскільки стереотипи, які культивуються суспільством, заважають сприймати професійні навички.

## Додаткові джерела
- Бутиріна М. В. Комунікаційний аналіз процесів стереотипізації у мас-медіа [Електронний ресурс] / М. В. Бутиріна // Електронна бібліотека Інституту журналістики — Режим доступу до ресурсу: http://journlib.univ.kiev.ua/index.php?act=article&article=2286.
- Бутиріна М. В.  Механізм стереотипотворення у мас-медіа [Електронний ресурс] / Бутиріна М. В // Електронна бібліотека Інституту журналістики — Режим доступу до ресурсу: http://journlib.univ.kiev.ua/index.php?act=article&article=2405.
- Лавлінський Р. Механізми формування соціальних стереотипів у суспільстві засобами мас-медіа. / Р. Лавлінський. // Наукові записки [Національного університету «Острозька академія»]. Сер. : Філософія. — 2010. — № 7. — С. 164—176.
- Лизанчук В. Феномен невмирущості нації / В. Лизанчук. // Наукові записки АН ВШ України. — 2004. — № 6. — С. 9–29; 74–81.
- Попова В. Роль стредств массовой информации в формировании стереотипов массового сознания / В. Попова, Е. Балезина. // Вестник Пермского университета. — 2015. — № 2. — С. 88–94.
- Різун В. В. Теорія масової комуникації: «журналістика та інформація» / В. В. Різун. — Київ: ВЦ «Просвіта», 2008. — 260 с.
- Randal M. Jacques Ellul and the Nature of Propaganda in the Media / Marlin Randal // The Handbook of Media and Mass Communication Theory / John Wiley & Sons, 2014. — С. 190—204.

## Тематичні кінострічки
- The Persuaders!
- The Greatest Movie Ever Sold (2011)